# Delia arambourgi
Delia arambourgi este o specie de muște din genul Delia, familia Anthomyiidae, descrisă de Seguy în anul 1938. Conform Catalogue of Life specia Delia arambourgi nu are subspecii cunoscute.